# Vuelva el primero!
Vuelva el primero!  es una película en blanco y negro de Argentina dirigida por Kurt Land sobre el guion de Carlos Schlieper y Ariel Cortazzo según la obra de Stephan Bekeffi y Adorjan Stella que se estrenó el 24 de abril de 1952 y que tuvo como protagonistas a Ángel Magaña, Analía Gadé, Renée Dumas y Héctor Méndez.

## Sinopsis
Un hombre que es un deudor moroso consuetudinario se enamora de una cobradora a domicilio.

## Reparto
- Ángel Magaña	 ...	Guillermo Vélez
- Analía Gadé	 ...	Dorita Paredi
- Renée Dumas	 ...    Rita
- Héctor Méndez ... Guerrero
- Wanda Were ... Gladys
- Lalo Hartich ... Varela
- Carlos Enríquez ... Federico
- Arturo Arcari
- Luis A. Negro
- Rosa Leporace
- Eduardo de Labar
- Alberto Soler
- Cayetano Biondo	... Cartero
- Perla Achával
- Santiago Rebull
- Elvira Moreno
- Margarita Burke
- Rafael Diserio
- Arsenio Perdiguero
- Miguel Leporace
- Alberto Bello ... Antonio Morán
- Juan Carlos Thorry …cameo

## Comentarios
La Prensa dijo en su crónica del filme:

”Es casi siempre una gracia verbal. Y aunque incurre en el lugar común de echar mano al clásico recurso del enredo, esta vez le acopia un problema: el de los cobradores de las casas comerciales.”

Por su parte Manrupe y Portela escriben:

”Divertida comedia, con una original aproximación al tema de las bicicleteadas a cobradores…y cobradoras. Magaña más movedizo que nunca”